# Recopa de Europa de balonmano femenino
La Recopa Femenina de la Copa EHF fue la competencia oficial de los clubes de balonmano femenino de Europa que ganaron su copa nacional (en España, los equipos que iban a la Recopa eran los ganadores de la Copa de la Reina) y se llevó a cabo todos los años desde 1976 hasta 2016 (hasta 1993 organizada por la IHF en lugar de la EHF). A partir de la temporada 2016-17, la competencia se fusionará con la Copa EHF .

## Resumen
| 1976–77 | Berliner TSC              | 18–15                           | Spartak Baku               | Csepel                   | Gutsmuths Berlin         |
| 1977–78 | Ferencváros               | 18–17                           | SC Leipzig                 | Inter Bratislava         | GK Svendborg             |
| 1978–79 | Berliner TSC              | 40–30 (20–15, 20–15)            | Ferencváros                | AIA Tranbjerg            | Žalgiris Kaunas          |
| 1979–80 | Iskra Partizánske         | 32–32 (PSO: 3–2) (16–16, 16–16) | Lokomotiva Zagreb          | Confecția Bucharest      | Gutsmuths Berlin         |
| 1980–81 | Budapesti Spartacus       | 40–34 (18–17, 22–17)            | Bane Sekulić Sombor        | Sportist Kremikovtsi     | Västerås Irsta           |
| 1981–82 | RK Osijek                 | 54–38 (27–21, 27–17)            | Budapesti Spartacus        | Vorwärts Frankfurt       | Rostselmash Rostov       |
| 1982–83 | RK Osijek                 | 46–46 (21–27, 25–19)            | SC Magdeburg               | TJ Gottwaldov            | Rostselmash Rostov       |
| 1983–84 | Dalma Split               | 48–33 (26–15, 22–18)            | TJ Gottwaldow              | Építők                   | Admira Landhaus Wien     |
| 1984–85 | Budućnost Titograd        | 55–36 (33–18, 22–18)            | Drustevnik Topolniki       | Kuban Krasnodar          | CSKA Sofia               |
| 1985–86 | Radnički Beograd          | 51–48 (24–25, 27–23)            | VfL Engelskirchen          | Avtomobilist Baku        | Rødovre HK               |
| 1986–87 | Kuban Krasnodar           | 44–40 (21–17, 23–23)            | TSC Berlin                 | Tyresö HF                | Chimistul Râmnicu Vâlcea |
| 1987–88 | Kuban Krasnodar           | 48–37 (28–17, 20–20)            | Vasas                      | Gjerpen IF               | TV Giessen-Lützellinden  |
| 1988–89 | Ştiinţa Bacău             | 47–44 (25–25, 22–19)            | Kuban Krasnodar            | CSKA Sofia               | Lokomotiva Zagreb        |
| 1989–90 | Rostselmash Rostov        | 45–39 (17–21, 28–18)            | Debrecen                   | Byåsen IL                | Terom Iaşi               |
| 1990–91 | Radnički Beograd          | 46–40 (17–21, 28–18)            | Spartak Kiev               | Debrecen                 | Buxtehuder SV            |
| 1991–92 | Radnički Beograd          | 45–45 (24–19, 21–26)            | Debrecen                   | Bayer Leverkusen         | Byåsen IL                |
| 1992–93 | TV Giessen-Lützellinden   | 48–43 (23–21, 25–22)            | Rostselmash Rostov         | Chimistul Râmnicu Vâlcea | Motor Zaporizhzhia       |
| 1993–94 | TUS Walle Bremen          | 45–44 (21–23, 24–21)            | Ferencváros                | Silcotex Zalău           | Rostselmash Rostov       |
| 1994–95 | Dunaújváros               | 49–43 (23–25, 26–18)            | TV Giessen-Lützellinden    | Borussia Dortmund        | Rossijanka Volgograd     |
| 1995–96 | TV Giessen-Lützellinden   | 50–41 (28–19, 22–22)            | Kraš Zagreb                | Vasas                    | Byasen Idrettslag        |
| 1996–97 | Istochnik Rostov          | 49–42 (25–18, 24–24)            | VfB Leipzig                | Larvik HK                | ZRK "Sombor Dunav"       |
| 1997–98 | Baekkelagets Oslo         | 51–40 (23–23, 28–17)            | Kraš Zagreb                | Borussia Dortmund        | Silcotub Zalău           |
| 1998–99 | Baekkelagets Oslo         | 50–35 (26–13, 24–22)            | Ferrobús Mislata Tortajada | ASPTT Metz               | Frederiksberg IF         |
| 1999–00 | Milar L'Eliana            | 62–54 (31–24, 31–30)            | Kuban Krasnodar            | Ikast Bording            | Spartak Kiev             |
| 2000–01 | Motor Zaporizhzhia        | 49–38 (26–20, 23–18)            | Nordstrand 2000, Oslo      | E.S.B.F. Besançon        | Silcotub Zalau           |
| 2001–02 | Lada Togliatti            | 55–52 (27–32, 28–20)            | CS Oltchim Râmnicu Vâlcea  | C.B. Zaglebie Lubin      | Alsa Elda Prestigio      |
| 2002–03 | E.S.B.F. Besançon         | 47–45 (27–30, 20–15)            | Spartak Kiev               | Győr                     | Kolding IF               |
| 2003–04 | Ikast Bording EH          | 66–57 (30–35, 36–22)            | Hypo Niederösterreich      | FCK Handbold             | Handball Metz Metropole  |
| 2004–05 | Larvik HK                 | 68–53 (31–26, 37–27)            | Podravka Vegeta            | Tertnes Bergen           | 1. FC Nürnberg           |
| 2005–06 | ŽRK Budućnost             | 51–48 (25–25, 26–23)            | Győr                       | Gjerpen Handball Skien   | Larvik HK                |
| 2006–07 | CS Oltchim Râmnicu Vâlcea | 59–53 (30–24, 29–29)            | Byasen HB Elite Trondheim  | Ferencváros              | Cem. la Union-Ribarroja  |
| 2007–08 | Larvik HK                 | 50–40 (25–21, 25–19)            | CS Rulmentul-Urban Braşov  | Podravka Vegeta          | AKABA BeraBera           |
| 2008–09 | FCK Handbold              | 47–44 (21–23, 26–21)            | Larvik HK                  | TSV Bayer 04 Leverkusen  | Gjerpen Handball         |
| 2009–10 | ŽRK Budućnost             | 41–36 (23–20, 18–16)            | KIF Vejen                  | VfL Oldenburg            | Metz Handball            |
| 2010–11 | Ferencváros               | 57–52 (34–29, 23–23)            | CB Mar Alicante            | LUGI HF                  | Metz Handball            |
| 2011–12 | Ferencváros               | 62–60 (31–30, 31–30)            | Viborg HK                  | Dinamo Volgograd         | HC Leipzig               |
| 2012–13 | Hypo Niederösterreich     | 61–43 (30–22, 31–21)            | Issy-Paris Hand            | Thüringer HC             | Rostov-Don               |
| 2013–14 | Viborg HK                 | 55–45 (31–22, 24–23)            | Zvezda Zvenigorod          | Byasen Trondheim         | Rostov-Don               |
| 2014–15 | Midtjylland               | 46–42 (22–23, 24–19)            | Fleury Loiret              | Ferencváros              | Hypo Niederösterreich    |
| 2015–16 | Team Tvis Holstebro       | 61–52 (31–27, 30–25)            | Lada Togliatti             | Issy Paris               | RK Krim                  |

## Records y estadísticas

### Ganadores
| Club                  | Ganador | Finalistas | Años en el que ganaron | Años que fueron finalistas |
| --------------------- | ------- | ---------- | ---------------------- | -------------------------- |
| Ferencváros           | 3       | 2          | 1978, 2011, 2012       | 1979, 1994                 |
| Radnički Beograd      | 3       | 0          | 1986, 1991, 1992       |                            |
| Budućnost             | 3       | 0          | 1985, 2006, 2010       |                            |
| Kuban Krasnodar       | 2       | 2          | 1987, 1988             | 1989, 2000                 |
| Berliner TSC          | 2       | 1          | 1977, 1979             | 1987                       |
| TV Lützellinden       | 2       | 1          | 1993, 1996             | 1995                       |
| Rostov-Don            | 2       | 1          | 1990, 1997             | 1993                       |
| Larvik HK             | 2       | 1          | 2005, 2008             | 2009                       |
| Osijek                | 2       | 0          | 1982, 1983             |                            |
| Bækkelagets SK        | 2       | 0          | 1998, 1999             |                            |
| Midtjylland           | 2       | 0          | 2004, 2015             |                            |
| Budapesti Spartacus   | 1       | 1          | 1981                   | 1982                       |
| Râmnicu Vâlcea        | 1       | 1          | 2007                   | 2002                       |
| Hypo Niederösterreich | 1       | 1          | 2013                   | 2004                       |
| Viborg HK             | 1       | 1          | 2014                   | 2012                       |
| Lada Togliatti        | 1       | 1          | 2002                   | 2016                       |
| Team Tvis Holstebro   | 1       | 0          | 2016                   |                            |
| Slávia Partizánske    | 1       | 0          | 1980                   |                            |
| Dalma Split           | 1       | 0          | 1984                   |                            |
| Știința Bacău         | 1       | 0          | 1989                   |                            |
| TuS Walle Bremen      | 1       | 0          | 1994                   |                            |
| Dunaújváros           | 1       | 0          | 1995                   |                            |
| Milar L'Eliana        | 1       | 0          | 2000                   |                            |
| Motor Zaporizhzhia    | 1       | 0          | 2001                   |                            |
| Besançon              | 1       | 0          | 2003                   |                            |
| FC København          | 1       | 0          | 2009                   |                            |

### Ganadores por país
| #     | País                          | Ganadores | Finalistas | Total de finales |
| ----- | ----------------------------- | --------- | ---------- | ---------------- |
| 1     | Yugoslavia                    | 7         | 2          | 9                |
| 2     | Hungría                       | 5         | 7          | 12               |
| 3     | Dinamarca                     | 5         | 2          | 7                |
| 4     | Noruega                       | 4         | 3          | 7                |
| 5     | Alemania                      | 3         | 3          | 6                |
| 5     | Unión Soviética               | 3         | 3          | 6                |
| 7     | Rusia                         | 2         | 4          | 6                |
| 8     | República Democrática Alemana | 2         | 3          | 5                |
| 9     | Rumania                       | 2         | 2          | 4                |
| 10    | Montenegro                    | 2         | 0          | 2                |
| 11    | República Checa               | 1         | 2          | 3                |
| 11    | España                        | 1         | 2          | 3                |
| 11    | Francia                       | 1         | 2          | 3                |
| 14    | Austria                       | 1         | 1          | 2                |
| 14    | Ucrania                       | 1         | 1          | 2                |
| 16    | Croacia                       | 0         | 3          | 3                |
| Total | Total                         | 40        | 40         | 80               |